# Haworthia pygmaea var. acuminata

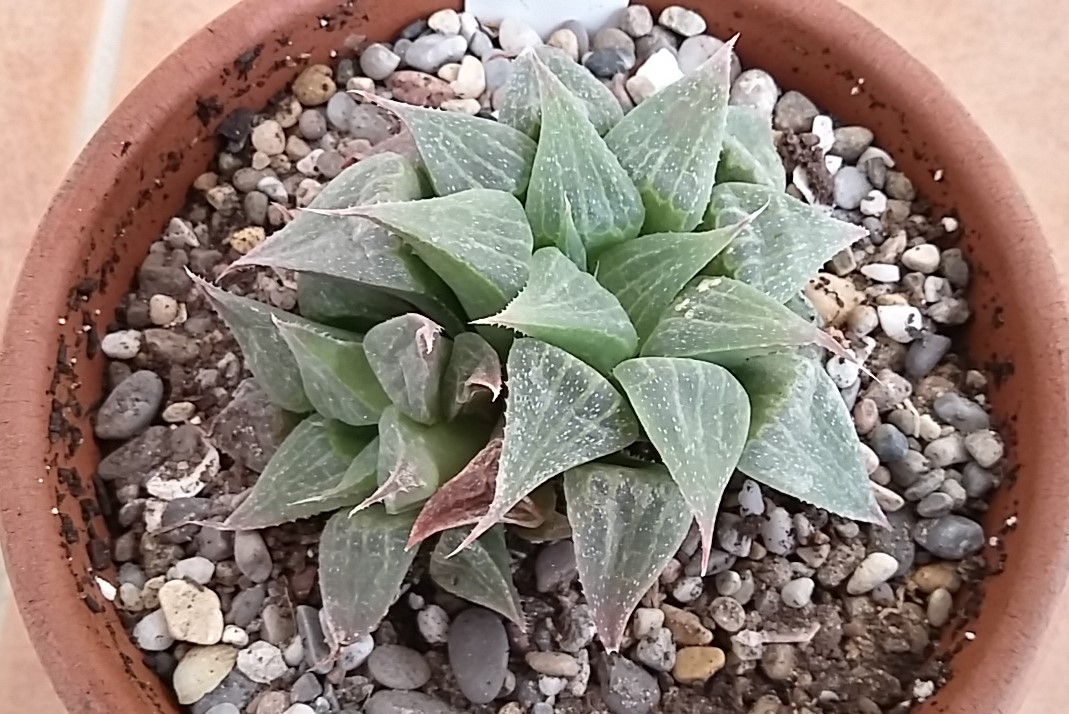
Haworthia pygmaea var. acuminata en cultiu

Haworthia pygmaea var. acuminata és una varietat de Haworthia pygmaea del gènere Haworthia de la subfamília de les asfodelòidies.

## Morfologia
H. pygmaea var. acuminata és una suculenta perennifòlia, solitària i sense tija, que prolifera lentament. Les seves fulles són més llargues que la varietat tipus; fan fins a 5 cm de llargada, de color verd fosc, fermes, triangulars i el·líptiques, amb una zona final lleugerament translúcida entre les venes, rugosa, estriada, amb 4 o 5 venes de color marró pàl·lid o grisós a la part superior de les fulles. El limbe foliar és aspre, amb petites dents blanquinoses al llarg de les vores i la quilla. Les rosetes fan fins a 8 cm de diàmetre, són denses, de color verd fosc a violaci. Produeix una esvelta inflorescència de fins a 40 cm d'alçada, on només poques flors s'obren alhora. Les flors són petites amb línies verdes i una gola verda.

## Distribució i hàbitat
Aquesta varietat creix a la província sud-africana del Cap Occidental, concretament prop del riu Gouritz.
En el seu hàbitat, creix en sòls conglomerats, en una zona de pluja hivernal a ple sol o ombra. El color de la sorra s'aproxima al de la superfície superior de les fulles marró-verdoses, pràcticament a nivell del sòl i serveixen per camuflar aquesta planta a terra. D'aquesta manera, els exemplars d'aquesta varietat resisteixen els atacs dels depredadors herbívors i són gairebé impossibles de distingir del seu entorn.

## Taxonomia
Haworthia pygmaea var. acuminata va ser descrita per (M.B.Bayer) M.B.Bayer i publicat a Haworthia Update 7(4): 36, a l'any 2012.
Etimologia
Haworthia: nom en honor del botànic britànic Adrian Hardy Haworth (1767-1833).
pygmaea: epítet llatí que vol dir "nana, petita".
var. acuminata: epítet llatí que significa "en forma punxaguda, esmolada".
Sinonímia
- Haworthia retusa f. acuminata M.B.Bayer, Haworthia Handb.: 94 (1976). (Basiònim/Sinònim substituït)
- Haworthia retusa var. acuminata (M.B.Bayer) M.B.Bayer, New Haworthia Handb.: 53 (1982).
- Haworthia magnifica var. acuminata (M.B.Bayer) M.B.Bayer, Aloe 34: 6 (1997).
- Haworthia acuminata (M.B.Bayer) M.Hayashi, Haworthia Study 3: 13 (2000).[6]